# 明治書店
明治書店（めいじしょてん）とは、ビデオ・DVD・CD・コミックの買取・販売を行う中古本販売チェーン。

## 概要
東京都、鳥取県、島根県に8店舗（2008年7月1日現在）展開している。各地域に展開する店舗はエットとアイエムワイの資本の異なる2社によって運営されている。

## 主なサービス・設備・特徴
- ビデオ・DVD・CD・個人出版物・コミックの買取・販売。
- 同人ショップ事業・玩具・個人創作物・アニメグッズの買取・販売。 - 鳥取県・島根県の店舗のみ。

店舗によってサービス内容は一部異なる。

## 店舗の一覧

### エット管轄

#### 関東
- 東京都
  - 神田店（千代田区）
  - 池袋店（豊島区）

### アイエムワイ管轄

#### 中国
- 鳥取県
  - 皆生店（米子市）
- 島根県
  - 学園店（松江市）
  - 学園南店（松江市）
  - 出雲店（出雲市）
  - 東出雲店（松江市）
  - 浜乃木店(松江市)